# Nowickiszki
Nowickiszki (lit. Navickiškės) − wieś na Litwie, w gminie rejonowej Soleczniki, 7 km na południowy zachód od Butrymańców, zamieszkana przez 22 osób. Przed II wojną światową w Polsce, w powiecie lidzkim województwa nowogródzkiego.